# Filur
Filur förkortning av Flying Innovative Low-observable Unmanned Research vehicle. Filur är ett litet enmotorigt och Drönare (luftfartyg) tillverkat av SAAB. Filur är föregångare till Neuron.